# Anders Sjællænder Nielsen
Anders "Sjællænder" Nielsen (24. oktober 1853 - 22. november 1882) var en dansk morder, der blev henrettet i 1882.
Den 16. juli 1881 dræbte han den 47-årige svensker Per Jönnson med en pæl indtil kraniet sprængtes ved den lille lollandske by Savnsø. Efter mordet stjal Nielsen Jönssons penge og hans sølvur. Mordet skete ved et stengærde ved en markvej og dele af kraniet og hjernen lå omkring liget, der blev fundet af en ung pige.
Mistanken faldt hurtigt på den ugifte Anders Sjællænder Nielsen, der efter forbrydelsen stak af til Tyskland, hvor han blev opdaget den 21. august 1881 og udleveret til retsforfølgelse i Danmark. Han nægtede sig skyldig, men efter at liget af Per Jönnson blev gravet op og vist ham, brød han sammen og tilstod. Han manglede penge til en rejse til Amerika, og han ville derfor have Per Jönssons penge. Retten idømte i maj 1882 Anders Sjællænder Nielsen døden.
Eksekveringen skete i fuld offentlighed under overværelse af næsten 3.000 tilskuere på Sølvberghøj ved byen Munkeby, Tillitse Sogn, i nærheden af Nakskov. Bødlen Jens Carl Theodor Seistrup (10. januar 1848 - 28 August 1925), udførte eksekveringen i form af halshugning. Han måtte dog forsøge tre gange, idet der var et glat underlag, der gjorde, at han gled, og øksen ramte Anders Sjællænder Nielsen i hans skulder, der næsten blev hugget helt af. Det andet forsøg ramte ham i en del af nakken. Først ved det tredje hug lykkedes det at hugge hovedet af kroppen.